# Гематома носовой перегородки
Гемато́ма носово́й перегоро́дки — заболевание, поражающее носовую перегородку, путём кровоизлияния под слизистую оболочку носовой перегородки с образованием гематомы. В дальнейшем при инфицировании гематомы может образоваться абсцесс. Причиной развития гематомы носовой перегородки часто являются травмы.
Гематома перегородки носа — это кровь, которая собирается в пространстве между хрящом перегородки носа и вышележащим надхрящницей (поперечное сечение хрящевой части носовой перегородки). Гематома может лишить хрящ перегородки носа кровоснабжения из вышележащей слизистой оболочки и может привести к постоянным последствиям.
Септальный хрящ не имеет собственного кровоснабжения и получает все питательные вещества и кислород из надхрящницы. Нелеченная септальная гематома может привести к разрушению перегородки, и необходим немедленный дренаж. Несвоевременная диагностика или лечение септальных гематом может вызвать то, что называется седловидной деформацией носа.
Это состояние чаще встречается у детей, поскольку у них носовая перегородка толще, а слизистая оболочка более гибкая.

## Клиника
Резкое затруднение носового дыхания; при развитии абсцесса носовой перегородки— повышение температуры тела, головная боль. При передней риноскопии видны мягкие мешковидные выпячивания ярко-красного цвета. При гнойном расплавлении хряща носовой перегородки отмечается западение спинки носа.

## Лечение
При гематоме — отсасывание крови и тугая тампонада носа, при абсцессе — широкое вскрытие его и тампонада полости носа, антибиотикотерапия; западение спинки носа исправляют хирургическим путём (пластические операции — пересадка хряща и др.).